# Batuje
Batuje (wł.: Battùglia) – miejscowość w Słowenii, w regionie Primorska, w gminie Ajdovščina, w dolinie Vipavy.

## Nazwa
Po raz pierwszy w źródłach pisanych miejscowość została wspomniana w latach 1060-83 jako Batauia (po 1086 r. jako Buttavia, w 1389 r. jako ze Butinach i ze Wutinach oraz jako Watuiach w 1523 r.) Nazwa jest pochodzenia słowiańskiego, a najwcześniejsze tłumaczenia mówią, że została utworzona od romańskiego słowa Batavia.

## Kościół
W miejscowości znajduje się kościół św. Anny, który należy do Diecezji Koper.